# Schwarzkopfmeise

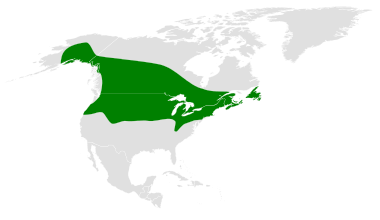
Verbreitungsgebiet der Schwarzkopfmeise

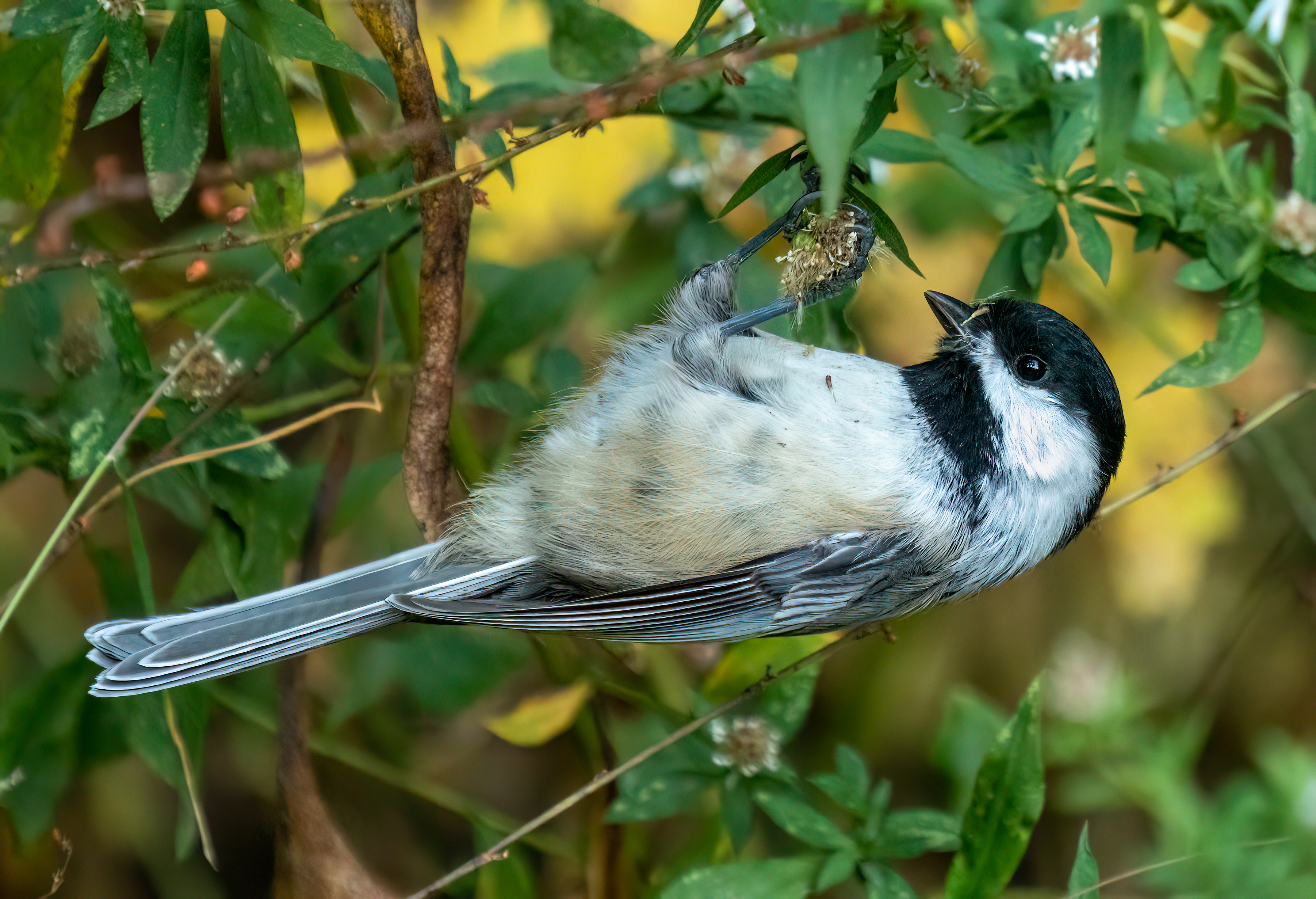
Schwarzkopfmeise auf Nahrungssuche

Die Schwarzkopfmeise (Poecile atricapillus) ist ein amerikanischer Singvogel aus der Familie der Meisen.
Wie andere Arten der Gattung  Poecile wurde die Schwarzkopmeise früher in die Gattung Parus gestellt, so dass als wissenschaftlicher Name der Schwarzkopfmeise oft auch Parus atricapillus zu finden ist.

## Merkmale
Die 13 cm lange Schwarzkopfmeise ist ein relativ kleiner Singvogel mit relativ großem Kopf.
Das Gefieder ist an Scheitel, Nacken und Kehlansatz schwarz, an den Wangen weiß, am Rücken grau und am Bauch gelbbraun gefärbt. Die kurzen schwarzen Flügeln und der lange Schwanz sind schwarz gefärbt mit weißen Rändern.

## Vorkommen
Die Schwarzkopfmeise lebt in Wäldern und in Gebieten mit altem Baumbestand im südlichen Kanada und im Norden der USA.

## Verhalten
Die Schwarzkopfmeise sucht in Dickichten nach Insekten, Samen und Beeren und legt auch Vorräte für die kalte Jahreszeit an. Im Winter ist der Vogel ein häufiger Gast an Futterhäuschen und fliegt sogar auf die Hand von Menschen.
Außerhalb der Brutzeit bilden Schwarzkopfmeisen kleine, lärmende Trupps. In der Regel umfassen diese Flocks etwa zehn Vögel.
Schwarzkopfmeisen können die Gefährlichkeit ihrer Fressfeinde unterscheiden und haben ein ausgefeiltes Warnrufsystem, mit dem sie diese Information beim Wahrnehmen eines Feindes an ihre Artgenossen weitergeben. Sofern sie gemeinsam in der Lage sind, ihn durch Attacken zu vertreiben, klingen die Warnrufe wie „Chickadee dee“, wobei das „dee“ mehrfach wiederholt wird, je gefährlicher der Feind für sie ist. Von diesem Warnruf stammt auch der englische Name (black-capped chickadee) des Vogels. Handelt es sich jedoch um einen über ihnen kreisenden Raubvogel, stoßen sie ein hohes, leises „Siit“ aus und verharren möglichst regungslos.

## Fortpflanzung
Die Schwarzkopfmeise baut im Mai oder Juni ein Schalennest aus Pflanzendunen, Federn und Haaren in einer Baumhöhle oder in einem Nistkasten. Das Gelege besteht aus etwa acht Eiern. Gut untersucht ist der Einfluss der sozialen Hierarchie auf das Fortpflanzungsverhalten. Schwarzkopfmeisen sind auf Grund der kleinen winterlichen Trupps sehr gut mit anderen Schwarzkopfmeisen ihres unmittelbaren Brutareals vertraut und bilden eine soziale Hierarchie aus. Gewöhnlich geht das höchstrangige Weibchen eine Partnerschaft mit dem höchstrangigen Männchen ein. Sie bleiben mitunter mehr als eine Brutperiode zusammen. Allerdings trennen sich die Weibchen von ihren Männchen, wenn sie eine Partnerschaft mit einem höherrangigen Männchen eingehen können. Dies konnte auch in einer Studie belegt werden, in dem die Weibchen der sieben höchstrangigen Männchen entfernt wurden. Über die nächsten zwei Tage trennten sich im Areal verbliebene Weibchen von ihren Männchen um Beziehungen mit den verfügbaren, höherrangigen Männchen einzugehen. Nachdem die höherrangigen Weibchen wieder eingesetzt wurden, verjagten sie die Weibchen. Um die Studie abzuschließen, wurden schließlich auch sechs niedrigrangige Weibchen entfernt, die mit entsprechend niedrigrangigen Männchen verpaart waren. Diese Männchen blieben ohne Partnerin.
Dort wo sich die Verbreitungsgebiete überschneiden, kreuzt sich diese Vogelart mit der Carolinameise und der Gebirgsmeise.

## Belege

### Einzelbelege
1. ↑  Dagmar Röhrlich: Meisen als Mobbing-Meister. In: Deutschlandfunk. 29. Juni 2005, abgerufen am 13. April 2024.
2. ↑  Joan Roughgarden: Evolution's Rainbow: Diversity, Gender, and Sexuality in Nature and People. University of California Press, Berkeley 2004, ISBN 0-520-24073-1, S. 54 und S. 55
3. ↑  Joan Roughgarden: Evolution's Rainbow: Diversity, Gender, and Sexuality in Nature and People. University of California Press, Berkeley 2004, ISBN 0-520-24073-1, S. 55